# IAM Cycling/Saison 2013
Dieser Artikel listet die Erfolge und die Mannschaft des Radsportteams IAM Cycling in der Saison 2013 auf.

## Erfolge in der UCI Europe Tour
| Datum          | Rennen                                           | Kat. | Fahrer                |
| -------------- | ------------------------------------------------ | ---- | --------------------- |
| 6.–10. Februar | Gesamtwertung Tour Méditerranéen                 | 2.1  | Thomas Lövkvist       |
| 2. April       | 1. Etappe Circuit Cycliste Sarthe                | 2.1  | Matteo Pelucchi       |
| 4. Mai         | Berner Rundfahrt                                 | 1.2  | Marcel Wyss           |
| 9. Mai         | Österreichische Meisterschaft – Einzelzeitfahren | CN   | Matthias Brändle      |
| 26. Mai        | 5. Etappe Bayern-Rundfahrt                       | 2.HC | Heinrich Haussler     |
| 20. Juni       | Schwedische Meisterschaft – Einzelzeitfahren     | CN   | Gustav Erik Larsson   |
| 22. Juni       | Lettische Meisterschaft – Straßenrennen          | CN   | Aleksejs Saramotins   |
| 28. Juli       | Trofeo Matteotti                                 | 1.1  | Sébastien Reichenbach |
| 20. August     | 1. Etappe Tour du Limousin                       | 2.1  | Martin Elmiger        |
| 20.–23. August | Gesamtwertung Tour du Limousin                   | 2.1  | Martin Elmiger        |
| 14. September  | Tour du Jura                                     | 1.2  | Matthias Brändle      |
| 15. September  | Tour du Doubs                                    | 1.1  | Aleksejs Saramotins   |

## Mannschaft
| Fahrer                | Geburtsdatum       | Land        | Team 2012                     |
| --------------------- | ------------------ | ----------- | ----------------------------- |
| Marcel Aregger        | 26. August 1990    | Schweiz     | Atlas Personal-Jakroo         |
| Marco Bandiera        | 12. Juni 1984      | Italien     | Omega Pharma-Quick Step       |
| Matthias Brändle      | 7. Dezember 1989   | Österreich  | Team NetApp                   |
| Rémi Cusin            | 3. Februar 1986    | Frankreich  | Team Type 1-Sanofi            |
| Stefan Denifl         | 20. September 1987 | Österreich  | Vacansoleil-DCM               |
| Martin Elmiger        | 23. September 1978 | Schweiz     | AG2R La Mondiale              |
| Jonathan Fumeaux      | 7. März 1988       | Schweiz     | Atlas Personal-Jakroo         |
| Kristof Goddaert      | 21. November 1986  | Belgien     | AG2R La Mondiale              |
| Heinrich Haussler     | 25. Februar 1984   | Australien  | Garmin-Sharp                  |
| Sébastien Hinault     | 11. Februar 1974   | Frankreich  | AG2R La Mondiale              |
| Reto Hollenstein      | 22. August 1985    | Schweiz     | Team NetApp                   |
| Kevyn Ista            | 25. November 1984  | Belgien     | Accent Jobs-Willems Veranda’s |
| Dominic Klemme        | 31. Oktober 1986   | Deutschland | Team Argos-Shimano            |
| Pirmin Lang           | 25. November 1984  | Schweiz     | Atlas Personal-Jakroo         |
| Gustav Erik Larsson   | 20. September 1980 | Schweden    | Vacansoleil-DCM               |
| Thomas Lövkvist       | 4. April 1984      | Schweden    | Sky ProCycling                |
| Matteo Pelucchi       | 21. Januar 1989    | Italien     | Team Europcar                 |
| Aleksandr Pliușkin    | 13. Januar 1987    | Moldau      | Leopard-Trek Continental Team |
| Sébastien Reichenbach | 28. Mai 1989       | Schweiz     | Maca-Lota                     |
| Aleksejs Saramotins   | 8. April 1982      | Lettland    | Cofidis, le Crédit en Ligne   |
| Patrick Schelling     | 1. Mai 1990        | Schweiz     | Atlas Personal-Jakroo         |
| Johann Tschopp        | 1. Juli 1982       | Schweiz     | BMC Racing Team               |
| Marcel Wyss           | 25. Juni 1986      | Schweiz     | Team NetApp                   |